# Saint-Vérand (Ródano)
Saint-Vérand es una comuna francesa situada en el departamento de Ródano, de la región de Auvernia-Ródano-Alpes.

## Demografía
| 647 | 610 | 636 | 713 | 760 | 993 | 1 082 | 1 155 |
| Para los censos de 1962 a 1999 la población legal corresponde a la población sin duplicidades (Fuente: INSEE [Consultar]) |     |     |     |     |     |       |       |